# Martial Bezot
 (juillet 2012).
Si vous disposez d'ouvrages ou d'articles de référence ou si vous connaissez des sites web de qualité traitant du thème abordé ici, merci de compléter l'article en donnant les références utiles à sa vérifiabilité et en les liant à la section « Notes et références ».
Martial Bezot est un acteur, réalisateur et scénariste français. Il est également dresseur d'animaux sauvages et metteur en scène.

## Biographie
« Enfant de la balle », fils de dresseur d'éléphants chez Joseph Bouglione, il joue son premier spectacle dès l’âge de 9 ans. À 10 ans, il tourne pour des publicités. Il a 17 ans lorsqu’il décide de parcourir l’Europe, alternant pistes de cirque et spectacles de rue pendant cinq ans. Il travaille entre autres avec La Fura dels Baus en Espagne. Diplômé en tant que dresseur et éducateur d'animaux non domestiques spécialisé dans les loups, il part pendant deux ans en tournée avec Achille Zavatta. 
En tant qu'acteur, il tourne dans Les Étrangers de Philippe Faucon, ou Le Petit Voleur d'Érick Zonca. On le voit dans La Clef aux côtés de Guillaume Canet, Vanessa Paradis et Jean Rochefort, Merci, les enfants vont bien, L'Immortel, Le Transporteur 3… Plus récemment, on le retrouve sur Canal+ dans la saison 2 de Braquo. Il sera bientôt aux côtés de José Garcia pour le prochain film de Michaël Youn.
Accompagné de ses loups, il a tourné de nombreuses publicités en France et en Europe (SFR, La Vosgienne...).
Réalisateur et auteur, on lui doit Sénile Délinquance en 2005, puis Skozy Town en 2008.
En 2012, il conçoit et met en scène une comédie équestre chez le célèbre Chaps, Caballo del mundo.

## Filmographie

### Cinéma (non exhaustif)
- 2000 : Le Petit Voleur d'Érick Zonca
- 2007 : La Clef de Guillaume Nicloux
- 2008 : Le Transporteur 3 d'Olivier Megaton
- 2010 : L'Immortel de Richard Berry
- 2013 : Vive la France, de et avec Michaël Youn
- 2014 : La French, de Cédric Jimenez
- 2015 : Max et Lenny de Fred Nicolas
- 2016 : Marseille de Kad Merad
- 2017 : Overdrive d'Antonio Negret

### Télévision (non exhaustif)
- 1997 : Les Étrangers de Philippe Faucon
- 2004-2005 : Plus belle la vie (saison 1) : lieutenant Blondeau
- 2007 : Le Tuteur (saisons 4 et 5)
- 2008 : Action spéciale douanes
- 2010 : Mon père, Francis le Belge de Frédéric Balekdjian
- 2011 : Braquo (saison 2) de Philippe Haïm et Éric Valette
- 2014 : Jusqu'au dernier de François Velle
- 2023 : Pax Massilia d'Olivier Marchal